# مدول تزریقی

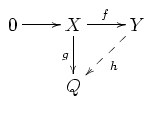
نمایی از ساختار مدول تزریقی

مدول تزریقی (به انگلیسی: Injective Module) در ریاضیات، بویژه در شاخه‌ای از جبر مجرد به‌نام نظریه مدول‌ها، یک مدولی چون {\displaystyle Q} است که در خواص مهمی با {\displaystyle \mathbb {Z} }-مدول {\displaystyle \mathbb {Q} }، یعنی اعداد گویا با در نظر گرفتن ساختار {\displaystyle \mathbb {Z} }-مدولی، مشترک است. بویژه، اگر {\displaystyle Q} زیر مدولی از یک مدول دیگر باشد، آنگاه جمعوند مستقیمی از آن مدول خواهد بود؛ همچنین، اگر زیر مدولی از یک مدول {\displaystyle Y} داده شده باشد، آنگاه هر همریختی مدولی از این زیر مدول به {\displaystyle Q} را می توان به همریختی از تمام {\displaystyle Y} به {\displaystyle Q} توسعه داد. این مفهوم دوگان مدول های تصویری است. مدول های تزریقی در (Baer 1940) معرفی شدند و به عنوان مثال در کتاب (Lam 1999, §3) به طور دقیق مورد بحث قرار گرفته است.
مدول های تزریقی به طور گسترده مورد مطالعه قرار گرفته و مفاهیم متنوع دیگری بر اساس آن ها تعریف شده اند مثل این موارد: هم-مولدهای تزریقی (به انگلیسی: Injective Cogenerators) مدول های تزریقی اند که وفادارانه کل رسته مدول ها را نمایش می دهند. تحلیل تزریقی (به انگلیسی: Injective Resolution) میزان دور بودن یک مدول از تزریقی بودن را بر حسب بعد تزریقی آن سنجیده و مدول ها را در رسته مشتق شده (به انگلیسی: Derived Category) نمایش می دهد. پوسته تزریقی (به انگلیسی: Injective Hulls) توسیع های اساسی (به انگلیسی: Essential Extensions) بیشینه (ماکسیمال) اند و مشخص می شود که این اشیاء توسیع های تزریقی کمینه (مینیمال) اند. هر مدول تزریقی روی یک 
در ریاضیات، بویژه در شاخه ای از جبر مجرد به نام نظریه مدول‌ها، یک مدول تزریقی (به انگلیسی: Injective Module) مدولی چون {\displaystyle Q} است که در خواص مهمی با {\displaystyle \mathbb {Z} }-مدول {\displaystyle \mathbb {Q} }، یعنی اعداد گویا با در نظر گرفتن ساختار {\displaystyle \mathbb {Z} }-مدولی، مشترک است. بویژه، اگر {\displaystyle Q} زیر مدولی از یک مدول دیگر باشد، آنگاه جمعوند مستقیمی از آن مدول خواهد بود؛ همچنین، اگر زیر مدولی از یک مدول {\displaystyle Y} داده شده باشد، آنگاه هر همریختی مدولی از این زیر مدول به {\displaystyle Q} را می توان به همریختی از تمام {\displaystyle Y} به {\displaystyle Q} توسعه داد. این مفهوم دوگان مدول های تصویری است. مدول های تزریقی در (Baer 1940) معرفی شدند و به عنوان مثال در کتاب (Lam 1999, §3) به طور دقیق مورد بحث قرار گرفته است.
مدول های تزریقی به طور گسترده مورد مطالعه قرار گرفته و مفاهیم متنوع دیگری بر اساس آن ها تعریف شده اند مثل این موارد: هم-مولدهای تزریقی (به انگلیسی: Injective Cogenerators) مدول های تزریقی اند که وفادارانه کل رسته مدول ها را نمایش می دهند. تحلیل تزریقی (به انگلیسی: Injective Resolution) میزان دور بودن یک مدول از تزریقی بودن را بر حسب بعد تزریقی آن سنجیده و مدول ها را در رسته مشتق شده (به انگلیسی: Derived Category) نمایش می دهد. پوسته تزریقی (به انگلیسی: Injective Hulls) توسیع های اساسی (به انگلیسی: Essential Extensions) بیشینه (ماکسیمال) اند و مشخص می شود که این اشیاء توسیع های تزریقی کمینه (مینیمال) اند. هر مدول تزریقی روی یک حلقه نوتری را می توان به طور منحصر به فردی به صورت جمع مستقیم مدول های تجزیه-ناپذیر نوشت، بنابر این روی چنین حلقه هایی ساختار مدول های تزریقی به خوبی درک شده است. ممکن است یک مدول روی یک حلقه تزریقی باشد ولی روی حلقه دیگری تزریقی نباشد، اما روش هایی برای تغییر حلقه در مدول ها وجود دارند که به خوبی شناخته شده و حالت های خاص را می توان با آن روش ها مدیریت کرد. حلقه هایی که خود مدول های تزریقی اند، خواص جالبی دارند، از جمله این حلقه ها، حلقه هایی چون حلقه های گروهی (به انگلیسی: Group Rings) از گروه های متناهی روی میدان ها می باشد. مدول های تزریقی شامل گروه های تقسیم‌پذیر بوده و توسط مفهوم اشیاء تزریقی در نظریه رسته‌ها تعمیم پیدا می کنند.

### کتاب‌های مرجع
- Anderson, Frank Wylie; Fuller, Kent R (1992), Rings and Categories of Modules, Berlin, New York: Springer-Verlag, ISBN 978-0-387-97845-1, retrieved 30 July 2016
- Enochs, Edgar E.; Jenda, Overtoun M. G. (2000), Relative homological algebra, de Gruyter Expositions in Mathematics, vol. 30, Berlin: Walter de Gruyter & Co., doi:10.1515/9783110803662, ISBN 978-3-11-016633-0, MR 1753146
- Golan, Jonathan S.; Head, Tom (1991), Modules and the structure of rings, Monographs and Textbooks in Pure and Applied Mathematics, vol. 147, Marcel Dekker, ISBN 978-0-8247-8555-0, MR 1201818
- Lam, Tsit-Yuen (1999), Lectures on modules and rings, Graduate Texts in Mathematics No. 189, Berlin, New York: Springer-Verlag, doi:10.1007/978-1-4612-0525-8, ISBN 978-0-387-98428-5, MR 1653294
- Rotman, Joseph J. (1979), An introduction to homological algebra, Pure and Applied Mathematics, vol. 85, Boston, MA: Academic Press, ISBN 978-0-12-599250-3, MR 0538169